# Polski Komitet Demokratyczny
Polski Komitet Demokratyczny – legalna reprezentacja polskich partii i stronnictw demokratycznych w Rosji działająca w latach 1917–1918.
PKL został zawiązany 18 marca 1917 roku w Piotrogrodzie. Weszły do niego początkowo: Polskie Zrzeszenie Niepodległościowe, Polskie Towarzystwo Patriotyczne, Związek Radykalno-Demokratyczny na Litwie i Białorusi, Polskie Stronnictwo Ludowe, Polska Partia Socjalistyczna (Frakcja Rew.) PKD chcąc odgrywać rolę większą niż jedynie przedstawicielstwo ruchu demokratycznego w Piotrogrodzie, zaczął szukać porozumienia z innymi ośrodkami imperium, przede wszystkim z Moskwą, w której od 20 marca działał Polski Klub Demokratyczny. W rezultacie podjętych działań sześciu delegatów z Moskwy weszło do PKD w Piotrogrodzie, który wobec tego zaczął być uznawany przez wiele ugrupowań demokratycznych za swoją centralę. Podporządkowały mu się poza Polskimi Klubami Demokratycznymi w Moskwie i Petersburgu przede wszystkim Kluby Demokratyczne z mniejszych ośrodków. Jednocześnie wobec szybkiego krystalizowania się polskich ugrupowań politycznych z PKD pod koniec marca ustąpili socjaliści (Bronisław Siwik, H. Piotrowicz i Stanisław Budkiewicz) i komitet stał się ciałem bardziej jednorodnym. 5 kwietnia oficjalnie zrezygnował z członkostwa także najwybitniejszy reprezentant tego środowiska Aleksander Lednicki, który został prezesem Komisji Likwidacyjnej do spraw Królestwa Polskiego. Od II Zjazdu Demokracji Polskiej w Rosji (19–25 października 1917) po wejściu w jego skład poza przedstawicielami Moskwy i Petersburga także mniejszych środowisk zarówno na ziemiach zabranych jak i w głębi Rosji zaczął używać nazwy Naczelny Komitet Demokratyczny. Składał się wówczas z 25 osób. Środowisko petersburskie reprezentowali w nim: Aleksander Babiański, Hipolit Gliwic, Jan Dąbrowski, Stefan Grostern, Witold Jarkowski, Stefan Jabłoński, Seweryn Ludkiewicz (sekretarz), Stefan Mickiewicz, Władysław Rawicz-Szczerbo, Aleksander Więckowski (prezes), Leon Wasserberger, Józef Ziabicki; moskiewskiego: Ludwik Darowski, Feliks Kierski, Ludwik Józef Ewert (Evert), Wacław Purski; kijowskiego: Józef Bromirski, Roman Knoll, Eugeniusz Starczewski (wiceprezes), Karol Waligórski, winnickiego: Franciszek Ciągliński, żytomierskiego: Michał Skokowski ; mohylewskiego: Konstanty Gordziałkowski i Kazimierz Wimbor, oraz mińskiego: Zygmunt Nagórski.

Aktywność PKD w całym okresie jego istnienia koncentrowała się na dwóch aspektach. Pierwszym było koordynowanie działalności polskiego ruchu demokratycznego w Rosji. Drugim zaś szerzenie w kręgach władzy rosyjskiej oraz wśród społeczności polskiej własnych celów oraz zwalczanie wpływów przeciwników politycznych. W celu realizacji tych zadań PKD prowadził akcję informacyjno-propagandową, udzielał porad innym organizacjom demokratycznym, publikował różne materiały programowe i odezwy. Najważniejsze było jednak wydawanie własnych tytułów prasowych które stanowiły "Echo Polskie" i "Dziennik Narodowy" Polski Komitet Demokratyczny reprezentował sprawę polską wobec Rządu Tymczasowego. Początkowo był przeciwny tworzeniu odrębnych polskich formacji wojskowych w Rosji. Po przewrocie bolszewickim (rewolucji październikowej) uznał Radę Regencyjną i Radę Stanu i podporządkował się im. Współpracował także z Blokiem Jedności Narodowej i wraz z nim poparł wojskową działalność Polskiego Komitetu Wojskowego. W tym okresie nawiązał także współpracę z Radą Polską Zjednoczenia Międzypartyjnego celem obrony polskiego stanu posiadania w Rosji. Działalność PKD w wyniku represji władz bolszewickich zakończyła się w drugiej połowie kwietnia 1918 r.